# Onorio da Maglie
Onorio da Maglie (Maglie, 1534 – Roma, 1563) è stato un copista greco.
Miniatore e restauratore, fu custode dei manoscritti della Biblioteca Vaticana. 
Nel 1535 fu chiamato da Papa Paolo III, uno dei più grandi mecenati del Rinascimento italiano, come trascrittore di codici greci.